# Alfredo Oriani
«Альфредо Оріані» (італ. Alfredo Oriani) — військовий корабель, ескадрений міноносець типу «Альфредо Оріані» Королівських ВМС Італії за часів Другої світової війни та французьких ВМС у післявоєнний час.

## Історія створення
«Альфредо Оріані» був закладений 28 жовтня 1935 року на верфі компанії Odero-Terni-Orlando в Ліворно. Спущений на воду 30 липня 1936 року, 15 липня 1937 року увійшов до складу Королівських ВМС Італії.

## Історія служби
Після вступу у стрій «Альфредо Оріані» супроводжував королівську яхту «Савоя» у Лівію (травень 1938 року), брав участь у висадці десанту в Дураццо (квітень 1939 року). У червні 1939 року брав участь у поході 1-ї дивізії крейсерів в Іспанію.

### Друга світова війна
Після вступу Італії у Другу світову війну «Альфредо Оріані» разом з однотипними «Джозуе Кардуччі», «Віченцо Джоберті» та «Вітторіо Альф'єрі» був включений до складу IX ескадри есмінців.
Есмінець брав участь у бою біля Калабрії. IX ескадра есмінців першою атакувала торпедами ворожі кораблі, але безуспішно.
30 липня — 1 серпня «Альфредо Оріані» був у складі ескорту, який прикривав два великі конвої в Лівію.
Під час бою біля мису Спартівенто 27 листопада 1940 року «Альфредо Оріані» був у складі кораблів, відправлених на допомогу крейсеру «Пола» і потрапив під вогонь британських лінкорів.
Йдучи останнім у колоні, «Альфредо Оріані» зазнав пошкоджень від артилерійського вогню, але заховався у димовій завісі, поставленій есмінцем «Джозуе Кардуччі».
Потім «Альфредо Оріані» намагався здійснити торпедну атаку, але отримав декілька влучань (загинуло 3 члени екіпажу). Через обводнення палива «Альфредо Оріані» втратив хід, але йому на допомогу прийшли есмінці «Маестрале» і «Лібеччо», які відбуксирували його в Аугусту.
16—18 липня 1941 року «Альфредо Оріані» разом з есмінцями «Ланчере», «Дженьєре», «Вінченцо Джоберті» і міноносцем «Чентауро» супроводжував конвой транспортів («Марко Поло», «Нептунія», «Очеанія») з Таранто в Триполі. Під час супроводу конвой був атакований британським підводним човном «Анбітн», але без втрат дістався до пункту призначення.
4 серпня «Альфредо Оріані» разом з есмінцями «Ав'єре», «Дженьєре», «Вінченцо Джоберті», «Каміча Нера» та міноносцем «Калліопе» супроводжував у Триполі конвой (пароплави «Ніта», «Аквітанія», «Ернесто», «Нірво», «Кастельверде», танкер «Позаріка»).
Увечері 6 серпня пароплав «Ніта» був атакований британськими торпедоносцями та пошкоджений влучанням торпеди. «Альфредо Оріані», «Каміча Нера» і «Калліопе» намагались відбуксирувати його до лівійського узбережжя, але о 1:30 7 серпня «Ніта» був повторно атакований та потоплений.
19 серпня «Альфредо Оріані», «Уголіно Вівальді», «Ніколозо да Рекко» і «Піладе Брондзетті», разом з X ескадрою есмінців («Маестрале», «Лібеччо», «Грекале» і «Шірокко») супроводжував з Неаполя в Триполі конвой транспортів «Марко Поло», «Есперія», «Нептунія» і «Очеанія». Конвой безуспішно був атакований британським підводним човном «Анбітн», але 20 серпня підводний човен «Юнік» потопив транспорт «Есперія». Кораблям супроводу вдалося врятувати 1139 вояків, 31 чоловік загинув.
26—29 серпня есмінці «Альфредо Оріані», «Еуро» і міноносці «Прочіоне», «Орса» і «Кліо» супроводжували конвой, який складався з пароплавів «Ернесто», «Аквітанія», «Коль лі Лана» і танкера
«Позаріка». 27 серпня конвой був атакований підводним човном «Ердж». Торпеда пройшла повз «Позаріку», але влучила в «Аквітанію». Міноносець «Орса» відбуксирував його в Трапані, решта кораблів конвою досягнули пункту призначення.
У вересні «Альфредо Оріані» був флагманом ескорту конвою «Тембієн». Під час переходу в Триполі були потоплені пароплави «Каффаро» і «Ніколо Одеро».
24 вересня «Альфредо Оріані» разом з «Лампо», «Фульміне» і «Страле» супроводжував конвой транспортів «Амстердам», «Кастельверде» і «Перла».
16—19 жовтня «Альфредо Оріані», «Фольгоре», «Фульміне», «Антоніотто Узодімаре», «Ніколозо да Рекко» і «Себеніко» супроводжували з Неаполя до Триполі транспорти «Беппе», «Марін Санудо», «Пробітас», «Паоліна» і «Катеріна». Вранці 18 жовтня «Беппе» був торпедований підводним човном «Урсула», але зміг дійти до Триполі своїм ходом. О 22:30 в транспорт «Катеріна» влучила торпеда, яка вибухнула в малинному відділенні, внаслідок чого транспорт втратив хід. «Альфредо Оріані» намагався взяти його на буксир, але вранці наступного дня пароплав перекинувся та затонув.
Під час бою за конвой «Дуїсбург» «Альфредо Оріані» не зазнав пошкоджень, а після бою відбуксирував пошкоджений есмінець «Маестрале» до Кротоне.
13 грудня «Альфредо Оріані» супроводжував конвой «M. 41».
16—19 грудня «Альфредо Оріані» у складі ескадри італійського флоту брав участь у першій битві у затоці Сидра, супроводжуючи конвой «M 42».
Наприкінці 1941 — на початку 1942 року «Альфредо Оріані» супроводжував конвої «T. 18», «K. 7», «V 5».
21—22 березня разом з есмінцями XI ескадра есмінців («Альфредо Оріані», «Аскарі», «Ав'єре») у складі ескадри флоту брала участь у другій битві у затоці Сидра.
Навесні 1942 року есмінці «Альфредо Оріані» і «Аскарі», разом із 7-ю дивізією крейсерів («Еудженіо ді Савоя», «Раймондо Монтекукколі») були включені до складу групи швидкого реагування з базуванням у Кальярі.
Влітку «Альфредо Оріані» був лідером XI ескадри есмінців і взяв участь у битві у середині червня. Під час бою біля Пантеллерії добив торпедами пошкоджений танкер «Кентуккі» і брав участь потопленні транспорту «Бердван».
У серпні «Альфредо Оріані» брав участь у битві в середині серпня.
4 листопада есмінці «Альфредо Оріані», «Грекале», «Маестрале», «Віченцо Джоберті», «Веліте», міноносці «Кліо» та «Анімозо» супроводжували пароплави «Джулія», «Кісона», «Велоче» в Триполі. Під час переходу конвой був атакований ворожими літаками, але без пошкоджень дістався до пункту призначення.
У 1943 році «Альфредо Оріані» був модернізований. На ньому був встановлений німецький радар «De.Te.», кормовий торпедний апарат був демонтований, замість нього були встановлені зенітні гармати. Надалі есмінець діяв у Тірренському та Лігурійському морях.
Загалом до капітуляції Італії «Альфредо Оріані» здійснив 168 місій (14 у складі флоту, 3 протичовнові операції, 4 транспортні операції, 62 супроводи конвоїв, 19 навчальних, 56 інших місій).

### У складі сил союзників
Після капітуляції Італії разом з іншими італійськими кораблями перейшов на Мальту. 19 вересня він разом із «Леджонаріо» висадив англо-американських командос в Аяччо.
Загалом під час у складі флоту союзників «Альфредо Оріані» здійснив 143 місії, пройшовши 40 000 миль.

### У складі ВМС Франції
Після закінчення війни «Альфредо Оріані» за умовами мирного договору за репарацій переданий Франції, 8 серпня 1948 року був прийнятий у Тулоні французьким екіпажем і перейменований в «д'Естен» (фр. D'Estaing).
Але через зношення механізмів корабель не використовувався в оперативному статусі, а використовувався як джерело запасних частин. У 1954 році він був виключений зі складу флоту і зданий на злам.